# Ulvsund
Ulvsund es un pequeño estrecho marino del grupo de los estrechos daneses, situado entre las islas de Sjælland y Møn. La mayor profundidad en el estrecho es de aproximadamente 18 m.
En el Ulvsund se encuentran las islas de Langø y Tærø.

## referencias
1. ↑  http://www.geonames.org/2610892/ulvsund.html ; publicación actualizada 2011-04-18; volcado de base de datos descargado 2015-05-23

- Datos: Q1468376
- Multimedia: Ulvsund / Q1468376